# Lista över naturreservat i Västerbottens län
Detta är en lista över naturreservat i Västerbottens län, sorterade efter kommun.

## Bjurholms kommun
- Balberget
- Balåliden
- Bjärten (naturreservat)
- Björnberget-Gäddtjärnen
- Dyngstomberget
- Flinktorpet
- Grävetjärnbacken
- Hundtjärnliden
- Kvillträsket (naturreservat)
- Laghedens naturreservat
- Lagnäset
- Lappavaberget
- Lidberget
- Mariebäck
- Mustagumbuberget
- Mårdberget
- Pelleberget
- Rävatjärnlidens naturreservat
- Sexbergets naturreservat
- Stensvattsberget
- Stor-Holmsjön (naturreservat)
- Sörforsskogen
- Tjärnmyrans naturreservat
- Tribladtjärns naturreservat
- Ytter-Gravaberget

## Dorotea kommun
- Arksjöberget
- Blaikfjället
- Gitsfjället
- Gäddsjömyran
- Kalvtjärnarna (naturreservat)
- Klippfäbodarna
- Kojmyran
- Kälberget
- Låjtavare
- Månsberget
- Norra Borgafjällens naturreservat
- Oxfjället
- Rödingsjö (naturreservat)
- Stenbithöjden
- Svartberget (naturreservat, Dorotea kommun)
- Tallvattensjöarna (naturreservat)
- Trollklinten
- Vallsjöskogen

## Lycksele kommun
- Abborravan (naturreservat)
- Altarliden
- Björktjärnskammen
- Bocksberget
- Bredselet (naturreservat)
- Brånamyran
- Bålforsberget
- Bålforsen
- Bäckmyränget
- Dakota naturreservat
- Fetabborrtjärnens naturreservat
- Fjällheden
- Flatberget
- Gammplatsens naturreservat
- Gubbträskbäckens naturreservat
- Haukträsket (naturreservat)
- Hornmyrbäcken
- Håpliden
- Hällbergsträsk (naturreservat)
- Högbergets naturreservat
- Kallkälltegens naturreservat
- Kittelforsheden
- Knösarna
- Kåtaberget
- Lidmyrans naturreservat
- Lill-Skardberget
- Lill-Skorvliden
- Maltberget
- Mastakludden
- Mejvankilen
- Mossavattenberget
- Mustagumbuberget
- Mårdseleforsen
- Navarträskliden
- Noforsberget
- Närmstbergets naturreservat
- Orrliden
- Orrmyrberget (naturreservat, Lycksele kommun)
- Paubäckens naturreservat
- Pundliden
- Rusklidtjärn (naturreservat)
- Rålidknösen
- Rävliden
- Rävlidengruvan
- Rönnåsliden
- Sandsjöberget
- Sjölidens naturreservat
- Storbackens naturreservat
- Slåttertjärn (naturreservat)
- Stenringsavan
- Stor-Rotliden
- Stor-Skardberget
- Stor-Skorvliden
- Storliden
- Stöttingfjällets naturreservat
- Svanaträskmyran
- Tjäderberget
- Toskberget
- Trollberget (naturreservat, Lycksele kommun)
- Trolltjärnen (naturreservat)
- Tuggensele
- Vargen (naturreservat)
- Vinbergens naturreservat
- Vindel-Storforsen
- Vormforsen
- Åmträskberget
- Överbo (naturreservat)

## Malå kommun
- Avaås
- Brännträsk (naturreservat)
- Forsbergsbrännan
- Fågelmyrkölen
- Koppsele
- Kroktjärnen (naturreservat, Malå kommun)
- Lomselet (naturreservat)
- Malå-Storforsen
- Norravasund
- Näsuddsberget
- Nörd-Lövberget
- Rismyran
- Sodoberg
- Storsele
- Strömfors (naturreservat)
- Vågträsk

## Nordmalings kommun
- Bergsjöberget
- Hummelholm (naturreservat)
- Hörnåns naturreservat
- Jon-Persbäcken
- Komyrbäcken
- Kronören
- Lidbergsgrottorna
- Lilloxpallsbäcken
- Långrumpskogen
- Mjösjöberget
- Ottjärn (naturreservat)
- Skalberget, Normalings kommun
- Skjutbaneberget
- Starrmyran
- Storrisbergsgrottorna
- Sågbäckslidens naturreservat
- Sörhedens naturreservat
- Tallbergssluttningarna naturreservat
- Tjarns naturreservat
- Torsmyran
- Trehörningen (naturreservat, Nordmalings kommun)
- Ålidberget (naturreservat)
- Örefjärden-Snöanskärgården
- Örsbäcks naturreservat

## Norsjö kommun
- Abborrtjärnberget
- Bjurselliden
- Borup (naturreservat)
- Flintbäcken
- Godtjärnen (naturreservat)
- Kryddgrovan
- Lillträsket (naturreservat)
- Malå-Storforsen
- Rödmossamyran
- Storålidens naturreservat
- Svansele dammängar
- Tvärliden
- Vajsjön (naturreservat)

## Robertsfors kommun
- Hertsånger
- Klubben (naturreservat)
- Rataskär
- Sjulsmyran
- Åmarken
- Åströmsforsen

## Skellefteå kommun
- Avanäset
- Bjursjöaltaret
- Bjuröklubb
- Björnberget (naturreservat, Skellefteå kommun)
- Blylodmyran
- Bornsmyrans naturreservat
- Borstaberget
- Brännberget (naturreservat, Skellefteå kommun)
- Brännliden
- Burehällornas naturvårdsområde
- Bäckfjärdens naturreservat
- Daglösten
- Degerforsheden
- Degerliden
- Fjälbyn (naturreservat)
- Furuberget
- Fäbodskogen
- Granbergsmyrans naturreservat
- Granlidtjärn (naturreservat)
- Gärdefjärden (naturreservat)
- Harakälen
- Hedkammen
- Hobergslidens naturreservat
- Hornsmyrans naturreservat
- Innerviksfjärdarna (naturreservat)
- Israelsmyran
- Jättungsmyran
- Kalkstenstjärn (naturreservat)
- Kallkällmyran
- Kastfjärdens naturreservat
- Kinnbäcksfjärdens naturreservat
- Kniptjärnbäcken
- Kvarnberget (naturreservat)
- Lappmyrbergets naturreservat
- Malören-Vånörens naturreservat
- Marranäsvältans naturvårdsområde
- Nymyrlidens naturreservat
- Nymyrtjärnheden
- Nörd-Forsberget
- Nördestmyran
- Ostträsket (naturreservat)
- Predikstolbergets naturreservat
- Rengårdstjärnen (naturreservat)
- Rotet
- Skallön
- Skötgrunnan
- Spärrmyrbergets naturreservat
- Stor-Tallberget
- Sör-Degerberget
- Sör-Sveneberget
- Tjärnbergsheden
- Utstenarna (ö, Skellefteå kommun)
- Vitbergen
- Vithattsmyrarna
- Åbränna

## Sorsele kommun
- Blaiken
- Brånaberget
- Fårkammaren
- Gájbienåjvvie naturreservat
- Gimegolts
- Granliden (naturreservat)
- Harrbergets naturreservat
- Herrgårdsknulens naturreservat
- Järtabergets naturreservat
- Kvarnbäckens naturreservat
- Liksgelisen
- Lycksamyran
- Mellanträskknösens naturreservat
- Nalovardo
- Njuöniesvárrie naturreservat
- Norr-Sergbergets naturreservat
- Sandseleforsen
- Skorvlidens naturreservat
- Skravellidens naturreservat
- Skålliden
- Smalaken
- Stora Osabergets naturreservat
- Vatjomyrans naturreservat
- Vindelfjällen
- Vitknösens naturreservat

## Storumans kommun
- Blaiken
- Brattiken
- Buberget
- Bumyrhobben
- Daikanbergets naturreservat
- Ekorrhimmelns naturreservat
- Hemberget
- Holmträskberget
- Kaskeluoktlidens naturreservat
- Kovallberget
- Kyrkberget (naturreservat, Storumans kommun)
- Luleluoktbergets naturreservat
- Luspberget
- Luspen
- Långselbergets naturreservat
- Mattasjöns naturreservat
- Njåemeleåjvie naturreservat
- Ryfjällets naturreservat
- Rönnberget
- Skarvsjömyrarnas naturreservat
- Skikki
- Stora Villoträsk
- Ullisjaure (naturreservat)
- Vindelfjällen
- Vivattnet (naturreservat)

## Umeå kommun
- Bjännberget
- Bjärntjärnliden
- Bågakälen
- Degerbergets naturreservat
- Degersjön (naturreservat)
- Finkarsbäcken
- Grössjön (naturreservat)
- Holmöarnas naturreservat
- Hålvattsmyrorna
- Hässningberget
- Högkläpparnas naturreservat
- Hökälen
- Isklinten
- Krokån (naturreservat)
- Lillgodberget
- Långbergskullarna
- Nedre Sävarån
- Ostnäs (naturreservat)
- Piparböle naturvårdsområde
- Rengårdsberget
- Rismyrbrånet
- Rudtjärnsbergets naturreservat
- Rödstensbacken
- Sladan (naturreservat)
- Stora Orrberget
- Storavan (naturreservat)
- Stor-Bränntjärnmyran
- Ström (naturreservat)
- Strömbäck-Kont
- Stöningsberget
- Södra Degernässlätten-Sundet
- Tavasten - Skeppsviksskärgården
- Tavlefjärden
- Törelbrännan
- Umeälvens delta
- Västermark
- Västernabben
- Ängsbacka (naturreservat)
- Örefjärden-Snöanskärgården

## Vilhelmina kommun
- Aspsjökullen
- Björnberget (naturreservat, Vilhelmina kommun)
- Blaikfjället
- Dainans naturreservat
- Dalsåns naturreservat
- Främmermyran
- Gitsfjället
- Gråtanberget
- Gäddsjömyran
- Krutsjöberget
- Marsfjället
- Njakafjäll
- Risträskskogen
- Ryptjärnberget
- Satsfjällets naturreservat
- Sjulsberget
- Skalmodal (naturreservat)
- Skansnäsåns naturreservat
- Skarvsjömyrarnas naturreservat
- Skikki
- Skikkisjöberget
- Stor-Almselbergets naturreservat
- Stöttingfjället
- Svanaträskmyran
- Södra Gardfjällets naturreservat
- Tallsjöbergen
- Vackermyran
- Vivattnet (naturreservat)
- Vojmsjölandets naturreservat
- Vännåts naturreservat

## Vindelns kommun
- Bergmyrberget
- Besvärligberget-Trollbergets naturreservat
- Bjärntjärnliden
- Bränntjälen
- Bräntkläppen
- Degerö-Stormyr
- Djupvik (naturreservat)
- Ekorrsele (naturreservat)
- Fjädernäskammen
- Fäbodarnas naturreservat
- Fäbodträsket (naturreservat)
- Fälltjärnbäcken
- Gammbrännan
- Gransjöberget, Vindelns kommun
- Gransjöbäcken
- Gårdhögen
- Hjukenåsarna
- Hälltjärnberget
- Järptjärn (naturreservat)
- Järvtjärn (naturreservat)
- Kammen (naturreservat)
- Kluddbrännan
- Krycklan (naturreservat)
- Kulfors naturreservat
- Kvarnbrännan
- Lerfallets naturvårdsområde
- Lillberget (naturreservat)
- Långtjärnskogen
- Långträsk (naturrerservat)
- Löttjärnkälens naturreservat
- Mårdseleheden
- Mårdseleforsen
- Nedre Vindelforsarnas naturresrvat
- Norr-Korbeberget
- Norrliden (naturreservat)
- Nymyrans naturreservat
- Osttjärnbäcken
- Rammelberget
- Risberget
- Rödåborgs naturvårdsområde
- Sandsjöberget
- Skärträskberget
- Stavaliden
- Stenbacksberget
- Stor-Bränntjärnmyran
- Stortjärnbergets naturreservat
- Södra Brånets naturreservat
- Sörliden
- Trehörningstjärnen (naturreservat)
- Tjäderberget
- Tuskulum (naturreservat)
- Viberget
- Vindelforsarna
- Vorrberget
- Yttre Fjälabodliden
- Åkerberget
- Åkerbergsheden
- Åmseleheden
- Överrödå (naturreservat)

## Vännäs kommun
- Brånsjön (naturreservat)
- Kronberget
- Kvillträsket (naturreservat)
- Långberget, Vännäs kommun
- Långsjöberget (naturreservat, Vännäs kommun)
- Orrböle
- Rävahidalen
- Starrberget
- Surmyrbergets naturreservat
- Trinnan (naturreservat)
- Vinbäck
- Vännforsen

## Åsele kommun
- Aspsjökullen
- Baksjöbäckens naturreservat
- Baksjönäs (naturreservat)
- Bastuklumpen
- Björnbergstjärnen (naturreservat)
- Björnlandet syd Ej längre eget reservat
- Björnlandet öst Ej längre eget reservat
- Blakliden
- Brandbärsberget
- Bäckmyrkullen
- Börtingbergets naturreservat
- Djupsjöbrännan
- Djuptjärnkullen
- Flatberget
- Gammelgårdsberget
- Gigtaberget
- Grankullen (naturreservat)
- Grovsjöbrännan
- Häggsjö-Bergmyran
- Häggsjöbäcken
- Jackestjärnen (naturreservat)
- Järnesbergets naturreservat
- Klingerberget
- Klipptjärn (naturreservat)
- Kultrans naturreservat
- Kvällåliden
- Kälberget (naturreservat, Åsele kommun)
- Laraborgs naturreservat
- Lars-Larsberget
- Lilla Stutvattnet (naturreservat)
- Mesjödalen
- Middagsberget
- Nordansjöberget
- Näversjöberget
- Ormbergets naturreservat
- Ormsjökullen
- Ringåskullen
- Rödberget
- Rötjärnberget
- Siksjö (naturreservat)
- Skalberget, Åsele kommun
- Skallvattenberget
- Skeltbergets naturreservat
- Skovelsjöberget
- Stenbithöjden
- Stenbittjärnen (naturreservat)
- Stockholmsgata (naturreservat)
- Stor-Almselbergets naturreservat
- Stor-Norsjöberget
- Stor-Rotliden
- Svanamyran (naturreservat)
- Svanaträskmyran
- Svedjeberget Ej längre eget reservat
- Sör-Lomsjöberget
- Sörberget (naturreservat)
- Tallkullarna
- Tallsjöbergen
- Tjäderkullen
- Tvärmyrkullen
- Vackerkullen
- Vammasjön (naturreservat)
- Vitbergstången
- Värniksberget